# 明宗 (僧)
明宗（みょうそう、文明元年（1469年） - 天文9年6月6日（1540年7月19日））は、戦国時代の浄土真宗の僧である。近江堅田本福寺第5世住持。本福寺第4世住持明顕の養子で、実父は伊予守護大名家河野氏出身の河野宣高。子に明誓。

## 略歴
本福寺は近江における本願寺の有力寺院であり、第3世住持法住は延暦寺の迫害から逃れた第8世法主蓮如を匿った事がある。明顕と明宗も本願寺に尽くし、永正3年（1506年）3月の九頭竜川の戦いで近江から越前の国境付近で敗北、窮地に陥った一揆衆を船で収容、撤退を援護したり、翌永正4年（1507年）の細川政元暗殺事件から発生した永正の錯乱で山科本願寺から疎開した第9世法主実如を大津で迎え、船で堅田まで送り出して永正6年（1509年）の本願寺帰還まで実如を本福寺に泊めた。同年、明顕の死により本福寺を継承した。
実如の弟の蓮淳が近江顕証寺（後の本願寺近松別院）の住持になると、永正15年（1518年）に破門されるが、蓮淳の讒言である事が発覚すると実如によって撤回された。原因は蓮淳の顕証寺と本福寺の地域が重なり、門徒が本福寺に引き抜かれてしまう事への恨みがあったとされている。
ところが、大永5年（1525年）に実如が死去、幼い孫の証如が第10世法主になると、蓮淳は証如の外祖父、後見人の立場から権力を振るえる立場になり、2年後の大永7年（1527年）に称徳寺（後の慈敬寺、蓮淳が後見人だった）が本福寺の門徒を引き抜こうとして本福寺が阻止しようとした事を咎め、再び破門した。これによって本福寺は代々の財産も門徒も悉く失ってしまった。
そして、天文元年（1532年）に細川晴元によって山科本願寺が焼き討ちにされた（山科本願寺の戦い）際に本福寺が救援を出さなかった事を理由に本福寺は3度目の破門に処された。既に2度目の破門で本福寺に余力はなかったので八つ当たりともいえたが、この破門で餓死者も現れ、明宗も勢威を取り戻せないまま天文9年6月6日に72歳で没した。後を継いだ明誓は称徳寺の末寺になって破門を解除された。
手記として『本福寺明宗跡書』を著し、一連の破門騒動を書きとめ、子孫に一家衆へ決して心を許してはならないと警告を書き残した。この文書は後に明誓が著した『本福寺由来記』『本福寺門徒記』と合わせて後世に『本福寺跡書』と称せられた。